# LB Châteauroux
LB Châteauroux (celým názvem Le Berrichonne de Châteauroux) je francouzský fotbalový klub z města Châteauroux. Klub byl založen v roce 1883 a svoje domácí utkání hraje na stadionu Stade Gaston Petit s kapacitou 17 000 diváků.
V sezoně 2012/13 obsadil konečné 16. místo v Ligue 2. Po sezoně 2013/14 klub skončil na sestupovém 18. místě tabulky druhé ligy (40 bodů), ale do třetí ligy Championnat National nakonec nespadl, neboť týmu Luzenac AP nebyl povolen postup kvůli nevyhovujícímu stadionu pro druhé patro francouzských fotbalových lig.

## Úspěchy
- 1× vítěz Ligue 2 (1997)[4]

## Známí hráči
- Kévin Constant
- Rod Fanni
- Florent Malouda
- Fernando Neves

## Trenéři
Zdroj:
- André Roder (1938–39)
- Roger Cabanis (1943–46)
- Gérard Woczniak (1946–52)
- Charles Carville (1952–53)
- Antonín Tichý (1953–54)
- Jo Rabstejneck (?-?)
- François Maestroni (?-?)
- Albert Dubreucq (září 1957–58)
- Maurice Lafont (1962–63)
- Henri Burda (1963–65)
- Léon Deladerrière (1965–67)
- Robert Vicot (1967–70)
- André Strappe (1970–71)
- Gérard Woczniak a Ferrandis (1971–73)
- Lucien Troupel (1973–80)
- Hervé Revelli (1980–83)
- Anton Nieroba (1983–85)
- Philippe Leroux (1985 – únor 1986)
- Karim Ibrahim (únor 1986-1986
- Philippe Besset (1986–87)
- Lionel Sachy (1987–88)
- Alec Hrnic (1988–89)
- Jacky Lemée (1989)
- Andrzej Szarmach (1989–91)
- Joachim Marx (1991 – říjen 1992)
- Victor Zvunka (říjen 1992–98)
- Florian Fontaine (červen 1998 – May 2005)
- Didier Ollé-Nicole (2005 – March 2006)
- Cédric Daury (March 2006–08)
- Frédéric Zago (březen 2007)
- Christian Sarramagna (2008)
- Dominique Bijotat (2008–09)
- Jean-Pierre Papin (2009–10)
- Didier Tholot (2010–)